# Voleibol de praia nos Jogos Olímpicos de Verão de 2024 - Feminino
O torneio feminino de voleibol de praia nos Jogos Olímpicos de Verão de 2024 foi realizado entre 27 de julho e 9 de agosto de 2024 no temporário Estádio da Torre Eifel, localizado no Campo de Marte, em Paris. Um total de 48 competidoras (24 duplas) de 17 Comitês Olímpicos Nacionais (CON) participaram do evento.

## Qualificação
Cada CON poderia classificar até duas duplas no torneio feminino, totalizando 24 conjuntos participantes. As vagas foram distribuídas através do  Campeonato Mundial de 2023, onde a dupla vencedora assegurou uma quota para seu CON; para as 17 duplas com melhor classificação no ranking mundial de junho de 2024, respeitando o limite máximo de duas vagas por CON. As vagas restantes foram atribuídas as cinco vencedoras das finais da Copa Continental (uma por continente), além de uma vaga a França por ser o país anfitrião e teve uma vaga garantida (podendo participar dos eventos de qualificação anteriores para obter uma segunda vaga).

## Formato
Vinte e quatro duplas participaram da competição, sendo divididas em seis grupos de quatro equipes cada. As duas primeiras de cada grupo avançaram a fase final. As duas melhores duplas terceiro colocadas nos grupos também avançaram, e as quatro restantes disputaram uma fase extra de play-offs (lucky loser), para determinar mais duas classificadas, totalizando as 16 duplas nas oitavas de final. A partir dessa etapa, a competição foi realizada em sistema eliminatório direto, com as quartas de final, semifinal e finais para definição das medalhistas.

## Calendário
| FG | Fase de grupos | LL | Lucky loser | OF | Oitavas de final | QF | Quartas de final | SF | Semifinal | B | Disputa pelo bronze | F | Final |

| DataEvento | 27 jul | 28 jul | 29 jul | 30 jul | 31 jul | 1 ago | 2 ago | 3 ago | 3 ago | 4 ago | 5 ago | 6 ago | 7 ago | 8 ago | 9 ago | 9 ago |
| ---------- | ------ | ------ | ------ | ------ | ------ | ----- | ----- | ----- | ----- | ----- | ----- | ----- | ----- | ----- | ----- | ----- |
| Feminino   | FG     | FG     | FG     | FG     | FG     | FG    | FG    | FG    | LL    | OF    | OF    | QF    | QF    | SF    | B     | F     |

## Medalhistas
| Ouro   | BRA Ana Patrícia Ramos e Duda Lisboa           |
| Prata  | CAN Melissa Humana-Paredes e Brandie Wilkerson |
| Bronze | SUI Tanja Hüberli e Nina Brunner               |

## Sorteio
O sorteio das 24 duplas em cada um dos seis grupos foi realizado em 28 de junho de 2024 em Paris, na França.
| Grupo A                                      | Grupo B                                      | Grupo C                                     |
| -------------------------------------------- | -------------------------------------------- | ------------------------------------------- |
| BRA Ana Patrícia Ramos–Duda Lisboa           | USA Kristen Nuss–Taryn Kloth                 | USA Sara Hughes–Kelly Cheng                 |
| ITA Valentina Gottardi–Marta Menegatti       | CHN Xue Chen–Xia Xinyi                       | GER Svenja Müller–Cinja Tillmann            |
| ESP Liliana Fernández–Paula Soria            | AUS Mariafe Artacho del Solar–Taliqua Clancy | FRA Clémence Vieira–Aline Chamereau         |
| EGY Marwa Abdelhady–Doaa Elghobashy          | CAN Heather Bansley–Sophie Bukovec           | CZE Barbora Hermannová–Marie-Sára Štochlová |
| Grupo D                                      | Grupo E                                      | Grupo F                                     |
| CAN Melissa Humana-Paredes–Brandie Wilkerson | BRA Carol Solberg–Bárbara Seixas             | FRA Lézana Placette–Alexia Richard          |
| LAT Tīna Graudiņa–Anastasija Samoilova       | NED Katja Stam–Raïsa Schoon                  | SUI Tanja Hüberli–Nina Brunner              |
| SUI Esmée Böbner–Zoé Vergé-Dépré             | LTU Monika Paulikienė–Ainė Raupelyté         | ESP Daniela Álvarez–Tania Moreno            |
| PAR Giuliana Poletti–Michelle Valiente       | JPN Akiko Hasegawa–Miki Ishii                | GER Laura Ludwig–Louisa Lippmann            |

## Árbitros
Os seguintes árbitros foram selecionados para a competição.
- ARG Osvaldo Sumavil
- BRA Giseli Amantino
- CAN Brian Hiebert
- CHN Wang Lijun
- COL Juan Carlos Saavedra
- ESP José María Padrón
- FRA Sylvain Druart
- GRE Charalampos Papadogoulas
- ITA Davide Crescentini
- JPN Mariko Satomi
- POL Agnieszka Myszkowska
- POR Rui Carvalho
- RSA Giovanni Bake
- RWA Jean Mukundiyukuri
- SRB Robert Leko
- USA Brig Beatie

## Fase de grupos
As duas primeiras duplas de cada grupo e as duas melhores terceiras dentre todos os grupos seguiram diretamente às oitavas de final, enquanto as restantes terceiras disputaram os play-offs (lucky losers).
|  | Classificadas para as oitavas de final         |
|  | Classificadas para os play-offs (lucky losers) |

Todas as partidas seguem o fuso horário local (UTC+2).

### Grupo A
|     |                            |     | Jogos | Jogos | Jogos | Sets | Sets | Sets  | Pontos | Pontos | Pontos |
| Pos | Equipe                     | Pts | T     | V     | D     | V    | P    | R     | V      | P      | R      |
| --- | -------------------------- | --- | ----- | ----- | ----- | ---- | ---- | ----- | ------ | ------ | ------ |
| 1   | BRA Ana Patrícia – Duda    | 8   | 4     | 4     | 0     | 6    | 0    | MAX   | 126    | 85     | 1.482  |
| 2   | ESP Liliana – Paula        | 5   | 3     | 2     | 1     | 4    | 3    | 1.333 | 116    | 131    | 0.885  |
| 3   | ITA Gottardi – Menegatti   | 4   | 3     | 1     | 2     | 3    | 4    | 0.750 | 126    | 117    | 1.077  |
| 4   | EGY Abdelhady – Elghobashy | 3   | 3     | 0     | 3     | 0    | 6    | 0.000 | 91     | 126    | 0.722  |

Fonte: FIVB
| 28 de julho 09:00 Relatório | ITA Gottardi – Menegatti | 1–2               | ESP Liliana – Paula | Estádio da Torre Eiffel, Paris Público: 8 550 Árbitro(s): RSA Giovanni Bake POR Rui Carvalho |
| 28 de julho 09:00 Relatório | 22 21 14                 | Set 1 Set 2 Set 3 | 24 9 16             | Estádio da Torre Eiffel, Paris Público: 8 550 Árbitro(s): RSA Giovanni Bake POR Rui Carvalho |

| 28 de julho 16:00 Relatório | BRA Ana Patrícia – Duda | 2–0         | EGY Abdelhady – Elghobashy | Estádio da Torre Eiffel, Paris Público: 10 767 Árbitro(s): JPN Mariko Satomi ITA Davide Crescentini |
| 28 de julho 16:00 Relatório | 21                      | Set 1 Set 2 | 14 19                      | Estádio da Torre Eiffel, Paris Público: 10 767 Árbitro(s): JPN Mariko Satomi ITA Davide Crescentini |

| 30 de julho 11:00 Relatório | ITA Gottardi – Menegatti | 2–0         | EGY Abdelhady – Elghobashy | Estádio da Torre Eiffel, Paris Público: 10 566 Árbitro(s): RSA Giovanni Bake POL Agnieszka Myszkowska |
| 30 de julho 11:00 Relatório | 21                       | Set 1 Set 2 | 16 10                      | Estádio da Torre Eiffel, Paris Público: 10 566 Árbitro(s): RSA Giovanni Bake POL Agnieszka Myszkowska |

| 30 de julho 21:00 Relatório | BRA Ana Patrícia – Duda | 2–0         | ESP Liliana – Paula | Estádio da Torre Eiffel, Paris Público: 10 760 Árbitro(s): COL Juan Saavedra FRA Sylvain Druart |
| 30 de julho 21:00 Relatório | 21                      | Set 1 Set 2 | 12 13               | Estádio da Torre Eiffel, Paris Público: 10 760 Árbitro(s): COL Juan Saavedra FRA Sylvain Druart |

| 1 de agosto 11:00 Relatório | ESP Liliana – Paula | 2–0         | EGY Abdelhady – Elghobashy | Estádio da Torre Eiffel, Paris Público: 10 455 Árbitro(s): FRA Sylvain Druart POL Agnieszka Myszkowska |
| 1 de agosto 11:00 Relatório | 21                  | Set 1 Set 2 | 18 14                      | Estádio da Torre Eiffel, Paris Público: 10 455 Árbitro(s): FRA Sylvain Druart POL Agnieszka Myszkowska |

| 1 de agosto 20:00 Relatório | BRA Ana Patrícia – Duda | 2–0         | ITA Gottardi – Menegatti | Estádio da Torre Eiffel, Paris Público: 10 099 Árbitro(s): CAN Brian Hiebert ARG Osvaldo Sumavil |
| 1 de agosto 20:00 Relatório | 21                      | Set 1 Set 2 | 17 10                    | Estádio da Torre Eiffel, Paris Público: 10 099 Árbitro(s): CAN Brian Hiebert ARG Osvaldo Sumavil |

### Grupo B
|     |                       |     | Jogos | Jogos | Jogos | Sets | Sets | Sets  | Pontos | Pontos | Pontos |
| Pos | Equipe                | Pts | T     | V     | D     | V    | P    | R     | V      | P      | R      |
| --- | --------------------- | --- | ----- | ----- | ----- | ---- | ---- | ----- | ------ | ------ | ------ |
| 1   | USA Nuss – Kloth      | 6   | 3     | 3     | 0     | 6    | 1    | 6.000 | 135    | 112    | 1.205  |
| 2   | AUS Mariafe – Clancy  | 5   | 3     | 2     | 1     | 4    | 3    | 1.333 | 126    | 123    | 1.024  |
| 3   | CHN Xue – Xia         | 4   | 3     | 1     | 2     | 4    | 4    | 1.000 | 146    | 137    | 1.066  |
| 4   | CAN Bansley – Bukovec | 3   | 3     | 0     | 3     | 0    | 6    | 0.000 | 91     | 126    | 0.722  |

Fonte: FIVB
| 27 de julho 18:00 Relatório | CHN Xue – Xia | 1–2               | AUS Mariafe – Clancy | Estádio da Torre Eiffel, Paris Público: 10 250 Árbitro(s): ARG Osvaldo Sumavil POL Agnieszka Myszkowska |
| 27 de julho 18:00 Relatório | 20 21 14      | Set 1 Set 2 Set 3 | 22 14 16             | Estádio da Torre Eiffel, Paris Público: 10 250 Árbitro(s): ARG Osvaldo Sumavil POL Agnieszka Myszkowska |

| 27 de julho 22:00 Relatório | USA Nuss – Kloth | 2–0         | CAN Bansley – Bukovec | Estádio da Torre Eiffel, Paris Público: 10 314 Árbitro(s): BRA Giseli Amantino JPN Mariko Satomi |
| 27 de julho 22:00 Relatório | 21               | Set 1 Set 2 | 17 14                 | Estádio da Torre Eiffel, Paris Público: 10 314 Árbitro(s): BRA Giseli Amantino JPN Mariko Satomi |

| 29 de julho 11:00 Relatório | CHN Xue – Xia | 2–0         | CAN Bansley – Bukovec | Estádio da Torre Eiffel, Paris Público: 10 580 Árbitro(s): POL Agnieszka Myszkowska RSA Giovanni Bake |
| 29 de julho 11:00 Relatório | 21            | Set 1 Set 2 | 15 19                 | Estádio da Torre Eiffel, Paris Público: 10 580 Árbitro(s): POL Agnieszka Myszkowska RSA Giovanni Bake |

| 29 de julho 22:00 Relatório | USA Nuss – Kloth | 2–0         | AUS Mariafe – Clancy | Estádio da Torre Eiffel, Paris Público: 10 237 Árbitro(s): CHN Wang Lijun ARG Osvaldo Sumavil |
| 29 de julho 22:00 Relatório | 21               | Set 1 Set 2 | 16                   | Estádio da Torre Eiffel, Paris Público: 10 237 Árbitro(s): CHN Wang Lijun ARG Osvaldo Sumavil |

| 1 de agosto 16:00 Relatório | AUS Mariafe – Clancy | 2–0         | CAN Bansley – Bukovec | Estádio da Torre Eiffel, Paris Público: 10 107 Árbitro(s): RWA Jean Mukundiyukuri VHN Wang Lijun |
| 1 de agosto 16:00 Relatório | 21 10                | Set 1 Set 2 | 21 16                 | Estádio da Torre Eiffel, Paris Público: 10 107 Árbitro(s): RWA Jean Mukundiyukuri VHN Wang Lijun |

| 1 de agosto 22:00 Relatório | USA Nuss – Kloth | 2–1               | CHN Xue – Xia | Estádio da Torre Eiffel, Paris Público: 10 805 Árbitro(s): ESP José Padron BRA Giseli Amantino |
| 1 de agosto 22:00 Relatório | 15 21 15         | Set 1 Set 2 Set 3 | 21 16 12      | Estádio da Torre Eiffel, Paris Público: 10 805 Árbitro(s): ESP José Padron BRA Giseli Amantino |

### Grupo C
|     |                            |     | Jogos | Jogos | Jogos | Sets | Sets | Sets  | Pontos | Pontos | Pontos |
| Pos | Equipe                     | Pts | T     | V     | D     | V    | P    | R     | V      | P      | R      |
| --- | -------------------------- | --- | ----- | ----- | ----- | ---- | ---- | ----- | ------ | ------ | ------ |
| 1   | USA Hughes – Cheng         | 6   | 3     | 3     | 0     | 6    | 0    | MAX   | 128    | 100    | 1.280  |
| 2   | GER Müller – Tillmann      | 5   | 3     | 2     | 1     | 4    | 2    | 2.000 | 120    | 94     | 1.277  |
| 3   | CZE Hermannová – Štochlová | 4   | 3     | 1     | 2     | 2    | 5    | 0.400 | 107    | 127    | 0.843  |
| 4   | FRA Vieira – Chamereau     | 3   | 3     | 0     | 3     | 1    | 6    | 0.167 | 106    | 140    | 0.757  |

Fonte: FIVB
| 28 de julho 12:00 Relatório | GER Müller – Tillmann | 2–0         | FRA Vieira – Chamereau | Estádio da Torre Eiffel, Paris Público: 10 693 Árbitro(s): GRE Charalampos Papadogoulas COL Juan Saavedra |
| 28 de julho 12:00 Relatório | 21                    | Set 1 Set 2 | 14 12                  | Estádio da Torre Eiffel, Paris Público: 10 693 Árbitro(s): GRE Charalampos Papadogoulas COL Juan Saavedra |

| 28 de julho 22:00 Relatório | USA Hughes – Cheng | 2–0         | CZE Hermannová – Štochlová | Estádio da Torre Eiffel, Paris Público: 10 598 Árbitro(s): ARG Osvaldo Sumavil ITA Davide Crescentini |
| 28 de julho 22:00 Relatório | 21                 | Set 1 Set 2 | 16 11                      | Estádio da Torre Eiffel, Paris Público: 10 598 Árbitro(s): ARG Osvaldo Sumavil ITA Davide Crescentini |

| 31 de julho 11:00 Relatório | GER Müller – Tillmann | 2–0         | CZE Hermannová – Štochlová | Estádio da Torre Eiffel, Paris Público: 10 643 Árbitro(s): SRB Robert Leko RWA Jean Mukundiyukuri |
| 31 de julho 11:00 Relatório | 21                    | Set 1 Set 2 | 17 9                       | Estádio da Torre Eiffel, Paris Público: 10 643 Árbitro(s): SRB Robert Leko RWA Jean Mukundiyukuri |

| 31 de julho 15:00 Relatório | USA Hughes – Cheng | 2–0         | FRA Vieira – Chamereau | Estádio da Torre Eiffel, Paris Público: 9 777 Árbitro(s): ESP José Padron POL Agnieszka Myszkowska |
| 31 de julho 15:00 Relatório | 21 23              | Set 1 Set 2 | 16 21                  | Estádio da Torre Eiffel, Paris Público: 9 777 Árbitro(s): ESP José Padron POL Agnieszka Myszkowska |

| 2 de agosto 12:00 Relatório | FRA Vieira – Chamereau | 1–2               | CZE Hermannová – Štochlová | Estádio da Torre Eiffel, Paris Público: 11 233 Árbitro(s): SRB Robert Leko POR Rui Carvalho |
| 2 de agosto 12:00 Relatório | 13 21 9                | Set 1 Set 2 Set 3 | 21 18 15                   | Estádio da Torre Eiffel, Paris Público: 11 233 Árbitro(s): SRB Robert Leko POR Rui Carvalho |

| 2 de agosto 22:00 Relatório | USA Hughes – Cheng | 2–0         | GER Müller – Tillmann | Estádio da Torre Eiffel, Paris Público: 10 891 Árbitro(s): POL Agnieszka Myszkowska BRA Giseli Amantino |
| 2 de agosto 22:00 Relatório | 21                 | Set 1 Set 2 | 18                    | Estádio da Torre Eiffel, Paris Público: 10 891 Árbitro(s): POL Agnieszka Myszkowska BRA Giseli Amantino |

### Grupo D
|     |                        |     | Jogos | Jogos | Jogos | Sets | Sets | Sets  | Pontos | Pontos | Pontos |
| Pos | Equipe                 | Pts | T     | V     | D     | V    | P    | R     | V      | P      | R      |
| --- | ---------------------- | --- | ----- | ----- | ----- | ---- | ---- | ----- | ------ | ------ | ------ |
| 1   | SUI Esmée – Zoé        | 6   | 3     | 3     | 0     | 6    | 0    | MAX   | 126    | 74     | 1.703  |
| 2   | LAT Tīna – Anastasija  | 9   | 7     | 2     | 5     | 4    | 2    | 2.000 | 114    | 110    | 1.036  |
| 3   | CAN Melissa – Brandie  | 4   | 3     | 1     | 2     | 4    | 3    | 1.333 | 126    | 110    | 1.145  |
| 4   | PAR Poletti – Michelle | 3   | 3     | 0     | 3     | 1    | 6    | 0.167 | 116    | 140    | 0.829  |

Fonte: FIVB
| 29 de julho 15:00 Relatório | CAN Melissa – Brandie | 2–0         | PAR Poletti – Michelle | Estádio da Torre Eiffel, Paris Público: 9 689 Árbitro(s): RWA Jean Mukundiyukuri GRE Charalampos Papadogoulas |
| 29 de julho 15:00 Relatório | 21                    | Set 1 Set 2 | 16 12                  | Estádio da Torre Eiffel, Paris Público: 9 689 Árbitro(s): RWA Jean Mukundiyukuri GRE Charalampos Papadogoulas |

| 29 de julho 17:00 Relatório | LAT Tīna – Anastasija | 0–2         | SUI Esmée – Zoé | Estádio da Torre Eiffel, Paris Público: 10 834 Árbitro(s): FRA Sylvain Druart JPN Mariko Satomi |
| 29 de julho 17:00 Relatório | 15 14                 | Set 1 Set 2 | 21              | Estádio da Torre Eiffel, Paris Público: 10 834 Árbitro(s): FRA Sylvain Druart JPN Mariko Satomi |

| 31 de julho 12:00 Relatório | LAT Tīna – Anastasija | 2–0         | PAR Poletti – Michelle | Estádio da Torre Eiffel, Paris Público: 10 738 Árbitro(s): JPN Mariko Satomi RSA Giovanni Bake |
| 31 de julho 12:00 Relatório | 21                    | Set 1 Set 2 | 19 15                  | Estádio da Torre Eiffel, Paris Público: 10 738 Árbitro(s): JPN Mariko Satomi RSA Giovanni Bake |

| 31 de julho 21:00 Relatório | CAN Melissa – Brandie | 1–2               | SUI Esmée – Zoé | Estádio da Torre Eiffel, Paris Público: 10 105 Árbitro(s): BRA Giseli Amantino USA Brigham Beaties |
| 31 de julho 21:00 Relatório | 18 21 11              | Set 1 Set 2 Set 3 | 21 13 15        | Estádio da Torre Eiffel, Paris Público: 10 105 Árbitro(s): BRA Giseli Amantino USA Brigham Beaties |

| 3 de agosto 11:00 Relatório | SUI Esmée – Zoé | 2–1               | PAR Poletti – Michelle | Estádio da Torre Eiffel, Paris Público: 10 721 Árbitro(s): FRA Sylvain Druart JPN Mariko Satomi |
| 3 de agosto 11:00 Relatório | 23 18 15        | Set 1 Set 2 Set 3 | 21 15                  | Estádio da Torre Eiffel, Paris Público: 10 721 Árbitro(s): FRA Sylvain Druart JPN Mariko Satomi |

| 3 de agosto 17:00 Relatório | CAN Melissa – Brandie | 0–2         | LAT Tīna – Anastasija | Estádio da Torre Eiffel, Paris Público: 10 659 Árbitro(s): RWA Jean Mukundiyukuri COL Juan Saavedra |
| 3 de agosto 17:00 Relatório | 14 20                 | Set 1 Set 2 | 21 22                 | Estádio da Torre Eiffel, Paris Público: 10 659 Árbitro(s): RWA Jean Mukundiyukuri COL Juan Saavedra |

### Grupo E
|     |                            |     | Jogos | Jogos | Jogos | Sets | Sets | Sets  | Pontos | Pontos | Pontos |
| Pos | Equipe                     | Pts | T     | V     | D     | V    | P    | R     | V      | P      | R      |
| --- | -------------------------- | --- | ----- | ----- | ----- | ---- | ---- | ----- | ------ | ------ | ------ |
| 1   | BRA Carol – Bárbara        | 6   | 3     | 3     | 0     | 6    | 1    | 6.000 | 140    | 113    | 1.239  |
| 2   | NED Stam – Schoon          | 5   | 3     | 2     | 1     | 5    | 2    | 2.500 | 139    | 122    | 1.139  |
| 3   | JPN Akiko – Ishii          | 4   | 3     | 1     | 2     | 2    | 4    | 0.500 | 103    | 100    | 1.030  |
| 4   | LTU Paulikienė – Raupelyté | 3   | 3     | 0     | 3     | 0    | 6    | 0.000 | 79     | 126    | 0.627  |

Fonte: FIVB
| 28 de julho 11:00 Relatório | BRA Carol – Bárbara | 2–0         | JPN Akiko – Ishii | Estádio da Torre Eiffel, Paris Público: 10 656 Árbitro(s): POL Agnieszka Myszkowska ESP José Padron |
| 28 de julho 11:00 Relatório | 21                  | Set 1 Set 2 | 12 19             | Estádio da Torre Eiffel, Paris Público: 10 656 Árbitro(s): POL Agnieszka Myszkowska ESP José Padron |

| 28 de julho 15:00 Relatório | NED Stam – Schoon | 2–0         | LTU Paulikienė – Raupelyté | Estádio da Torre Eiffel, Paris Público: 10 282 Árbitro(s): POR Rui Carvalho RWA Jean Mukundiyukuri |
| 28 de julho 15:00 Relatório | 21                | Set 1 Set 2 | 19 17                      | Estádio da Torre Eiffel, Paris Público: 10 282 Árbitro(s): POR Rui Carvalho RWA Jean Mukundiyukuri |

| 30 de julho 16:00 Relatório | BRA Carol – Bárbara | 2–0         | LTU Paulikienė – Raupelyté | Estádio da Torre Eiffel, Paris Público: 10 795 Árbitro(s): ITA Davide Crescentini CHN Wang Lijun |
| 30 de julho 16:00 Relatório | 21                  | Set 1 Set 2 | 13 14                      | Estádio da Torre Eiffel, Paris Público: 10 795 Árbitro(s): ITA Davide Crescentini CHN Wang Lijun |

| 30 de julho 22:00 Relatório | NED Stam – Schoon | 2–0         | JPN Akiko – Ishii | Estádio da Torre Eiffel, Paris Público: 10 828 Árbitro(s): BRA Giseli Amantino CHN Wang Lijun |
| 30 de julho 22:00 Relatório | 21                | Set 1 Set 2 | 16 14             | Estádio da Torre Eiffel, Paris Público: 10 828 Árbitro(s): BRA Giseli Amantino CHN Wang Lijun |

| 2 de agosto 09:00 Relatório | LTU Paulikienė – Raupelyté | 0–2         | JPN Akiko – Ishii | Estádio da Torre Eiffel, Paris Público: 9 626 Árbitro(s): RSA Giovanni Bake SRB Robert Leko |
| 2 de agosto 09:00 Relatório | 11 5                       | Set 1 Set 2 | 21                | Estádio da Torre Eiffel, Paris Público: 9 626 Árbitro(s): RSA Giovanni Bake SRB Robert Leko |

| 2 de agosto 17:00 Relatório | BRA Carol – Bárbara | 2–1               | NED Stam – Schoon | Estádio da Torre Eiffel, Paris Público: 10 680 Árbitro(s): CHN Wang Lijun ESP José Padron |
| 2 de agosto 17:00 Relatório | 16 21 19            | Set 1 Set 2 Set 3 | 21 17             | Estádio da Torre Eiffel, Paris Público: 10 680 Árbitro(s): CHN Wang Lijun ESP José Padron |

### Grupo F
|     |                        |     | Jogos | Jogos | Jogos | Sets | Sets | Sets  | Pontos | Pontos | Pontos |
| Pos | Equipe                 | Pts | T     | V     | D     | V    | P    | R     | V      | P      | R      |
| --- | ---------------------- | --- | ----- | ----- | ----- | ---- | ---- | ----- | ------ | ------ | ------ |
| 1   | SUI Hüberli – Brunner  | 6   | 3     | 3     | 0     | 6    | 0    | MAX   | 126    | 74     | 1.703  |
| 2   | ESP Álvarez – Moreno   | 5   | 3     | 2     | 1     | 4    | 2    | 2.000 | 115    | 104    | 1.106  |
| 3   | FRA Placette – Richard | 4   | 3     | 1     | 2     | 2    | 4    | 0.500 | 89     | 118    | 0.754  |
| 4   | GER Ludwig – Lippmann  | 3   | 3     | 0     | 3     | 0    | 6    | 0.000 | 93     | 127    | 0.732  |

Fonte: FIVB
| 29 de julho 12:00 Relatório | SUI Hüberli – Brunner | 2–0         | ESP Álvarez – Moreno | Estádio da Torre Eiffel, Paris Público: 10 580 Árbitro(s): SRB Robert Leko POR Rui Carvalho |
| 29 de julho 12:00 Relatório | 21                    | Set 1 Set 2 | 12 19                | Estádio da Torre Eiffel, Paris Público: 10 580 Árbitro(s): SRB Robert Leko POR Rui Carvalho |

| 29 de julho 21:00 Relatório | FRA Placette – Richard | 2–0         | GER Ludwig – Lippmann | Estádio da Torre Eiffel, Paris Público: 10 731 Árbitro(s): BRA Giseli Amantino USA Brigham Beatie |
| 29 de julho 21:00 Relatório | 21 22                  | Set 1 Set 2 | 14 20                 | Estádio da Torre Eiffel, Paris Público: 10 731 Árbitro(s): BRA Giseli Amantino USA Brigham Beatie |

| 31 de julho 10:00 Relatório | SUI Hüberli – Brunner | 2–0         | GER Ludwig – Lippmann | Estádio da Torre Eiffel, Paris Público: 10 501 Árbitro(s): POL Agnieszka Myszkowska POR Rui Carvalho |
| 31 de julho 10:00 Relatório | 21                    | Set 1 Set 2 | 9 15                  | Estádio da Torre Eiffel, Paris Público: 10 501 Árbitro(s): POL Agnieszka Myszkowska POR Rui Carvalho |

| 31 de julho 17:00 Relatório | FRA Placette – Richard | 0–2         | ESP Álvarez – Moreno | Estádio da Torre Eiffel, Paris Público: 10 677 Árbitro(s): ITA Davide Crescentini CAN Brian Hiebert |
| 31 de julho 17:00 Relatório | 12 15                  | Set 1 Set 2 | 21                   | Estádio da Torre Eiffel, Paris Público: 10 677 Árbitro(s): ITA Davide Crescentini CAN Brian Hiebert |

| 3 de agosto 12:00 Relatório | ESP Álvarez – Moreno | 2–0         | GER Ludwig – Lippmann | Estádio da Torre Eiffel, Paris Público: 10 832 Árbitro(s): CAN Brian Hiebert RSA Giovanni Bake |
| 3 de agosto 12:00 Relatório | 21                   | Set 1 Set 2 | 16 19                 | Estádio da Torre Eiffel, Paris Público: 10 832 Árbitro(s): CAN Brian Hiebert RSA Giovanni Bake |

| 3 de agosto 16:00 Relatório | FRA Placette – Richard | 0–2         | SUI Hüberli – Brunner | Estádio da Torre Eiffel, Paris Público: 10 181 Árbitro(s): SRB Robert Leko ITA Davide Crescentini |
| 3 de agosto 16:00 Relatório | 11 8                   | Set 1 Set 2 | 21                    | Estádio da Torre Eiffel, Paris Público: 10 181 Árbitro(s): SRB Robert Leko ITA Davide Crescentini |

### Play-offs
|  | Classificadas para as oitavas de final         |
|  | Classificadas para os play-offs (lucky losers) |

|     |                            |     | Jogos | Jogos | Jogos | Sets | Sets | Sets  | Pontos | Pontos | Pontos |
| Pos | Equipe                     | Pts | T     | V     | D     | V    | P    | R     | V      | P      | R      |
| --- | -------------------------- | --- | ----- | ----- | ----- | ---- | ---- | ----- | ------ | ------ | ------ |
| 1   | CHN Xue – Xia              | 4   | 3     | 1     | 2     | 4    | 3    | 1.333 | 146    | 137    | 1.066  |
| 2   | ITA Gottardi – Menegatti   | 4   | 3     | 1     | 2     | 3    | 4    | 0.750 | 126    | 117    | 1.077  |
| 3   | CAN Melissa – Brandie      | 4   | 3     | 1     | 2     | 3    | 4    | 0.750 | 126    | 120    | 1.050  |
| 4   | JPN Akiko – Ishii          | 4   | 3     | 1     | 2     | 2    | 4    | 0.500 | 103    | 100    | 1.030  |
| 5   | FRA Placette – Richard     | 4   | 3     | 1     | 2     | 2    | 4    | 0.500 | 89     | 118    | 0.754  |
| 6   | CZE Hermannová – Štochlová | 4   | 3     | 1     | 2     | 2    | 4    | 0.500 | 107    | 127    | 0.843  |

Fonte: FIVB
| 3 de agosto 21:00 Relatório | JPN Akiko – Ishii | 2–0         | FRA Placette – Richard | Estádio da Torre Eiffel, Paris Público: 10 244 Árbitro(s): USA Brigham Beatie CHN Wang Lijun |
| 3 de agosto 21:00 Relatório | 21                | Set 1 Set 2 | 15 18                  | Estádio da Torre Eiffel, Paris Público: 10 244 Árbitro(s): USA Brigham Beatie CHN Wang Lijun |

| 3 de agosto 22:00 Relatório | CAN Melissa – Brandie | 2–0         | CZE Hermannová – Štochlová | Estádio da Torre Eiffel, Paris Público: 10 762 Árbitro(s): BRA Giseli Amantino POL Agnieszka Myszkowska |
| 3 de agosto 22:00 Relatório | 21                    | Set 1 Set 2 | 15 12                      | Estádio da Torre Eiffel, Paris Público: 10 762 Árbitro(s): BRA Giseli Amantino POL Agnieszka Myszkowska |

## Fase final

### Chaveamento
|  | Oitavas de final         | Oitavas de final      |                         |   | Quartas de final      | Quartas de final    |             |             | Semifinais | Semifinais |  |  | Final | Final |
|  |                          |                       |                         |   |                       |                     |             |             |            |            |  |  |       |       |
|  | 5 de agosto              |                       |                         |   |                       |                     |             |             |            |            |  |  |       |       |
|  |                          |                       |                         |   |                       |                     |             |             |            |            |  |  |       |       |
|  | BRA Ana Patrícia – Duda  | 2                     |                         |   |                       |                     |             |             |            |            |  |  |       |       |
|  | BRA Ana Patrícia – Duda  | 2                     | 7 de agosto             |   |                       |                     |             |             |            |            |  |  |       |       |
|  | JPN Akiko – Ishii        | 0                     |                         |   |                       |                     |             |             |            |            |  |  |       |       |
|  | JPN Akiko – Ishii        | 0                     | BRA Ana Patrícia – Duda | 2 |                       |                     |             |             |            |            |  |  |       |       |
|  | 5 de agosto              |                       | BRA Ana Patrícia – Duda | 2 |                       |                     |             |             |            |            |  |  |       |       |
|  |                          | LAT Tīna – Anastasija | 0                       |   |                       |                     |             |             |            |            |  |  |       |       |
|  | GER Müller – Tillmann    | LAT Tīna – Anastasija | 0                       | 1 |                       |                     |             |             |            |            |  |  |       |       |
|  | GER Müller – Tillmann    |                       | 8 de agosto             | 1 |                       |                     |             |             |            |            |  |  |       |       |
|  | LAT Tīna – Anastasija    | 2                     |                         |   |                       |                     |             |             |            |            |  |  |       |       |
|  | LAT Tīna – Anastasija    | 2                     | BRA Ana Patrícia – Duda | 2 |                       |                     |             |             |            |            |  |  |       |       |
|  | 4 de agosto              |                       | BRA Ana Patrícia – Duda | 2 |                       |                     |             |             |            |            |  |  |       |       |
|  |                          | AUS Mariafe – Clancy  | 1                       |   |                       |                     |             |             |            |            |  |  |       |       |
|  | BRA Carol – Bárbara      | AUS Mariafe – Clancy  | 1                       | 0 |                       |                     |             |             |            |            |  |  |       |       |
|  | BRA Carol – Bárbara      | 6 de agosto           |                         | 0 |                       |                     |             |             |            |            |  |  |       |       |
|  | AUS Mariafe – Clancy     | 2                     |                         |   |                       |                     |             |             |            |            |  |  |       |       |
|  | AUS Mariafe – Clancy     | 2                     | AUS Mariafe – Clancy    | 2 |                       |                     |             |             |            |            |  |  |       |       |
|  | 4 de agosto              |                       | AUS Mariafe – Clancy    | 2 |                       |                     |             |             |            |            |  |  |       |       |
|  |                          | SUI Esmée – Zoé       | 1                       |   |                       |                     |             |             |            |            |  |  |       |       |
|  | SUI Esmée – Zoé          | SUI Esmée – Zoé       | 1                       | 2 |                       |                     |             |             |            |            |  |  |       |       |
|  | SUI Esmée – Zoé          |                       | 9 de agosto             | 2 |                       |                     |             |             |            |            |  |  |       |       |
|  | CHN Xue – Xia            | 0                     |                         |   |                       |                     |             |             |            |            |  |  |       |       |
|  | CHN Xue – Xia            | 0                     | BRA Ana Patrícia – Duda | 2 |                       |                     |             |             |            |            |  |  |       |       |
|  | 4 de agosto              |                       | BRA Ana Patrícia – Duda | 2 |                       |                     |             |             |            |            |  |  |       |       |
|  |                          | CAN Melissa – Brandie | 1                       |   |                       |                     |             |             |            |            |  |  |       |       |
|  | USA Hughes – Cheng       | CAN Melissa – Brandie | 1                       | 2 |                       |                     |             |             |            |            |  |  |       |       |
|  | USA Hughes – Cheng       | 6 de agosto           |                         | 2 |                       |                     |             |             |            |            |  |  |       |       |
|  | ITA Gottardi – Menegatti | 1                     |                         |   |                       |                     |             |             |            |            |  |  |       |       |
|  | ITA Gottardi – Menegatti | 1                     | USA Hughes – Cheng      | 0 |                       |                     |             |             |            |            |  |  |       |       |
|  | 4 de agosto              |                       | USA Hughes – Cheng      | 0 |                       |                     |             |             |            |            |  |  |       |       |
|  |                          | SUI Hüberli – Brunner | 2                       |   |                       |                     |             |             |            |            |  |  |       |       |
|  | SUI Hüberli – Brunner    | SUI Hüberli – Brunner | 2                       | 2 |                       |                     |             |             |            |            |  |  |       |       |
|  | SUI Hüberli – Brunner    |                       | 8 de agosto             | 2 |                       |                     |             |             |            |            |  |  |       |       |
|  | ESP Liliana – Paula      | 0                     |                         |   |                       |                     |             |             |            |            |  |  |       |       |
|  | ESP Liliana – Paula      | 0                     | SUI Hüberli – Brunner   | 1 |                       |                     |             |             |            |            |  |  |       |       |
|  | 5 de agosto              |                       | SUI Hüberli – Brunner   | 1 |                       |                     |             |             |            |            |  |  |       |       |
|  |                          | CAN Melissa – Brandie | 2                       |   | Disputa pelo bronze   | Disputa pelo bronze |             |             |            |            |  |  |       |       |
|  | NED Stam – Schoon        | CAN Melissa – Brandie | 2                       | 1 | Disputa pelo bronze   | Disputa pelo bronze |             |             |            |            |  |  |       |       |
|  | NED Stam – Schoon        | 7 de agosto           | 7 de agosto             | 1 |                       |                     | 9 de agosto | 9 de agosto |            |            |  |  |       |       |
|  | ESP Álvarez – Moreno     | 7 de agosto           | 7 de agosto             | 2 |                       |                     | 9 de agosto | 9 de agosto |            |            |  |  |       |       |
|  | ESP Álvarez – Moreno     | ESP Álvarez – Moreno  | 0                       | 2 | AUS Mariafe – Clancy  | 0                   |             |             |            |            |  |  |       |       |
|  | 5 de agosto              | ESP Álvarez – Moreno  | 0                       |   | AUS Mariafe – Clancy  | 0                   |             |             |            |            |  |  |       |       |
|  |                          | CAN Melissa – Brandie | 2                       |   | SUI Hüberli – Brunner | 2                   |             |             |            |            |  |  |       |       |
|  | USA Nuss – Kloth         | CAN Melissa – Brandie | 2                       | 0 | SUI Hüberli – Brunner | 2                   |             |             |            |            |  |  |       |       |
|  | USA Nuss – Kloth         |                       |                         | 0 |                       |                     |             |             |            |            |  |  |       |       |
|  | CAN Melissa – Brandie    | 2                     |                         |   |                       |                     |             |             |            |            |  |  |       |       |
|  | CAN Melissa – Brandie    | 2                     |                         |   |                       |                     |             |             |            |            |  |  |       |       |

### Oitavas de final
| 4 de agosto 09:00 Relatório | CHN Xue – Xia | 0–2         | SUI Esmée – Zoé | Estádio da Torre Eiffel, Paris Público: 10 304 Árbitro(s): SRB Robert Leko JPN Mariko Satomi |
| 4 de agosto 09:00 Relatório | 27 21         | Set 1 Set 2 | 29 16           | Estádio da Torre Eiffel, Paris Público: 10 304 Árbitro(s): SRB Robert Leko JPN Mariko Satomi |

| 4 de agosto 17:00 Relatório | BRA Carol – Bárbara | 0–2         | AUS Mariafe – Clancy | Estádio da Torre Eiffel, Paris Público: 10 623 Árbitro(s): USA Brigham Beatie COL Juan Saavedra |
| 4 de agosto 17:00 Relatório | 22 14               | Set 1 Set 2 | 24 21                | Estádio da Torre Eiffel, Paris Público: 10 623 Árbitro(s): USA Brigham Beatie COL Juan Saavedra |

| 4 de agosto 18:00 Relatório | ESP Liliana – Paula | 0–2         | SUI Hüberli – Brunner | Estádio da Torre Eiffel, Paris Público: 10 796 Árbitro(s): BRA Giseli Amantino POL Agnieszka Myszkowska |
| 4 de agosto 18:00 Relatório | 21 16               | Set 1 Set 2 | 23 21                 | Estádio da Torre Eiffel, Paris Público: 10 796 Árbitro(s): BRA Giseli Amantino POL Agnieszka Myszkowska |

| 4 de agosto 22:00 Relatório | USA Hughes – Cheng | 2–1               | ITA Gottardi – Menegatti | Estádio da Torre Eiffel, Paris Público: 10 846 Árbitro(s): CHN Wang Lijun RWA Jean Mukundyukuri |
| 4 de agosto 22:00 Relatório | 21 17 15           | Set 1 Set 2 Set 3 | 18 21 12                 | Estádio da Torre Eiffel, Paris Público: 10 846 Árbitro(s): CHN Wang Lijun RWA Jean Mukundyukuri |

| 5 de agosto 09:00 Relatório | GER Müller – Tillmann | 1–2               | LAT Tīna – Anastasija | Estádio da Torre Eiffel, Paris Público: 9 988 Árbitro(s): POR Rui Carvalho JPN Mariko Satomi |
| 5 de agosto 09:00 Relatório | 13 21 16              | Set 1 Set 2 Set 3 | 21 17 18              | Estádio da Torre Eiffel, Paris Público: 9 988 Árbitro(s): POR Rui Carvalho JPN Mariko Satomi |

| 5 de agosto 13:00 Relatório | ESP Álvarez – Moreno | 2–1               | NED Stam – Schoon | Estádio da Torre Eiffel, Paris Público: 10 647 Árbitro(s): GRE Charalampos Papadogoulas FRA Sylvain Druart |
| 5 de agosto 13:00 Relatório | 18 21 15             | Set 1 Set 2 Set 3 | 21 19 13          | Estádio da Torre Eiffel, Paris Público: 10 647 Árbitro(s): GRE Charalampos Papadogoulas FRA Sylvain Druart |

| 5 de agosto 18:00 Relatório | CAN Melissa – Brandie | 2–0         | USA Nuss – Kloth | Estádio da Torre Eiffel, Paris Público: 10 105 Árbitro(s): COL Juan Saavedra POL Agnieszka Myszkowska |
| 5 de agosto 18:00 Relatório | 21                    | Set 1 Set 2 | 19 18            | Estádio da Torre Eiffel, Paris Público: 10 105 Árbitro(s): COL Juan Saavedra POL Agnieszka Myszkowska |

| 5 de agosto 21:00 Relatório | BRA Ana Patrícia – Duda | 2–0         | JPN Akiko – Ishii | Estádio da Torre Eiffel, Paris Público: 10 390 Árbitro(s): RWA Jean Mukundiyukuri CHN Wang Lijun |
| 5 de agosto 21:00 Relatório | 21                      | Set 1 Set 2 | 15 16             | Estádio da Torre Eiffel, Paris Público: 10 390 Árbitro(s): RWA Jean Mukundiyukuri CHN Wang Lijun |

### Quartas de final
| 6 de agosto 21:00 Relatório | AUS Mariafe – Clancy | 2–1               | SUI Esmée – Zoé | Estádio da Torre Eiffel, Paris Público: 10 216 Árbitro(s): USA Brigham Beatie RWA Jean Mukundiyukuri |
| 6 de agosto 21:00 Relatório | 21 16 15             | Set 1 Set 2 Set 3 | 19 21 12        | Estádio da Torre Eiffel, Paris Público: 10 216 Árbitro(s): USA Brigham Beatie RWA Jean Mukundiyukuri |

| 6 de agosto 22:00 Relatório | USA Hughes – Cheng | 0–2         | SUI Hüberli – Brunner | Estádio da Torre Eiffel, Paris Público: 10 524 Árbitro(s): ARG Osvaldo Sumavil COL Juan Saavedra |
| 6 de agosto 22:00 Relatório | 18 19              | Set 1 Set 2 | 21                    | Estádio da Torre Eiffel, Paris Público: 10 524 Árbitro(s): ARG Osvaldo Sumavil COL Juan Saavedra |

| 7 de agosto 17:00 Relatório | ESP Álvarez – Moreno | 0–2         | CAN Melissa – Brandie | Estádio da Torre Eiffel, Paris Público: 10 365 Árbitro(s): POL Agnieszka Myszkowska FRA Sylvain Druart |
| 7 de agosto 17:00 Relatório | 18                   | Set 1 Set 2 | 21                    | Estádio da Torre Eiffel, Paris Público: 10 365 Árbitro(s): POL Agnieszka Myszkowska FRA Sylvain Druart |

| 7 de agosto 18:00 Relatório | BRA Ana Patrícia – Duda | 2–0         | LAT Tīna – Anastasija | Estádio da Torre Eiffel, Paris Público: 10 775 Árbitro(s): ESP José Padron SRB Robert Leko |
| 7 de agosto 18:00 Relatório | 21                      | Set 1 Set 2 | 16 10                 | Estádio da Torre Eiffel, Paris Público: 10 775 Árbitro(s): ESP José Padron SRB Robert Leko |

### Semifinal
| 8 de agosto 17:00 Relatório | SUI Hüberli – Brunner | 1–2               | CAN Melissa – Brandie | Estádio da Torre Eiffel, Paris Público: 10 132 Árbitro(s): CHN Wang Lijun RWA Jean Mukundiyukuri |
| 8 de agosto 17:00 Relatório | 21 20 12              | Set 1 Set 2 Set 3 | 14 22 15              | Estádio da Torre Eiffel, Paris Público: 10 132 Árbitro(s): CHN Wang Lijun RWA Jean Mukundiyukuri |

| 8 de agosto 21:00 Relatório | BRA Ana Patrícia – Duda | 2–1             | AUS Mariafe – Clancy | Estádio da Torre Eiffel, Paris Público: 10 373 Árbitro(s): ITA Davide Crescentini POL Agnieszka Myszkowska |
| 8 de agosto 21:00 Relatório | 20 21 15                | Set 1 Set 2 Set | 22 15 12             | Estádio da Torre Eiffel, Paris Público: 10 373 Árbitro(s): ITA Davide Crescentini POL Agnieszka Myszkowska |

### Disputa pelo bronze
| 9 de agosto 21:00 Relatório | AUS Mariafe – Clancy | 0–2         | SUI Hüberli – Brunner | Estádio da Torre Eiffel, Paris Público: 9 241 Árbitro(s): ARG Osvaldo Sumavil BRA Giseli Amantino |
| 9 de agosto 21:00 Relatório | 17 15                | Set 1 Set 2 | 21                    | Estádio da Torre Eiffel, Paris Público: 9 241 Árbitro(s): ARG Osvaldo Sumavil BRA Giseli Amantino |

### Final
| 9 de agosto 22:00 Relatório | BRA Ana Patrícia – Duda | 2–1               | CAN Melissa – Brandie | Estádio da Torre Eiffel, Paris Público: 10 412 Árbitro(s): POL Agnieszka Myszkowska SRB Robert Leko |
| 9 de agosto 22:00 Relatório | 26 12 15                | Set 1 Set 2 Set 3 | 24 21 10              | Estádio da Torre Eiffel, Paris Público: 10 412 Árbitro(s): POL Agnieszka Myszkowska SRB Robert Leko |

## Classificação final
| Pos.              | Dupla                      |
| ----------------- | -------------------------- |
| Medalha de ouro   | BRA Ana Patrícia – Duda    |
| Medalha de prata  | CAN Melissa – Brandie      |
| Medalha de bronze | SUI Hüberli – Brunner      |
| 4                 | AUS Mariafe – Clancy       |
| 5                 | ESP Álvarez – Moreno       |
| 5                 | LAT Tīna – Anastasija      |
| 5                 | SUI Esmée – Zoé            |
| 5                 | USA Hughes – Cheng         |
| 9                 | BRA Carol – Bárbara        |
| 9                 | CHN Xue – Xia              |
| 9                 | ESP Liliana – Paula        |
| 9                 | GER Müller – Tillmann      |
| 9                 | ITA Gottardi – Menegatti   |
| 9                 | JPN Akiko – Ishii          |
| 9                 | NED Stam – Schoon          |
| 9                 | USA Nuss – Kloth           |
| 17                | CZE Hermannová – Štochlová |
| 17                | FRA Placette – Richard     |
| 19                | CAN Bansley – Bukovec      |
| 19                | EGY Abdelhady – Elghobashy |
| 19                | FRA Vieira – Chamereau     |
| 19                | GER Ludwig – Lippmann      |
| 19                | LTU Paulikienė – Raupelyté |
| 19                | PAR Poletti – Michelle     |